# Mesua bilabiata
Mesua bilabiata är en tvåhjärtbladig växtart som beskrevs av P. F. Stevens. Mesua bilabiata ingår i släktet Mesua och familjen Calophyllaceae. Inga underarter finns listade i Catalogue of Life.